# Globus meteorològic

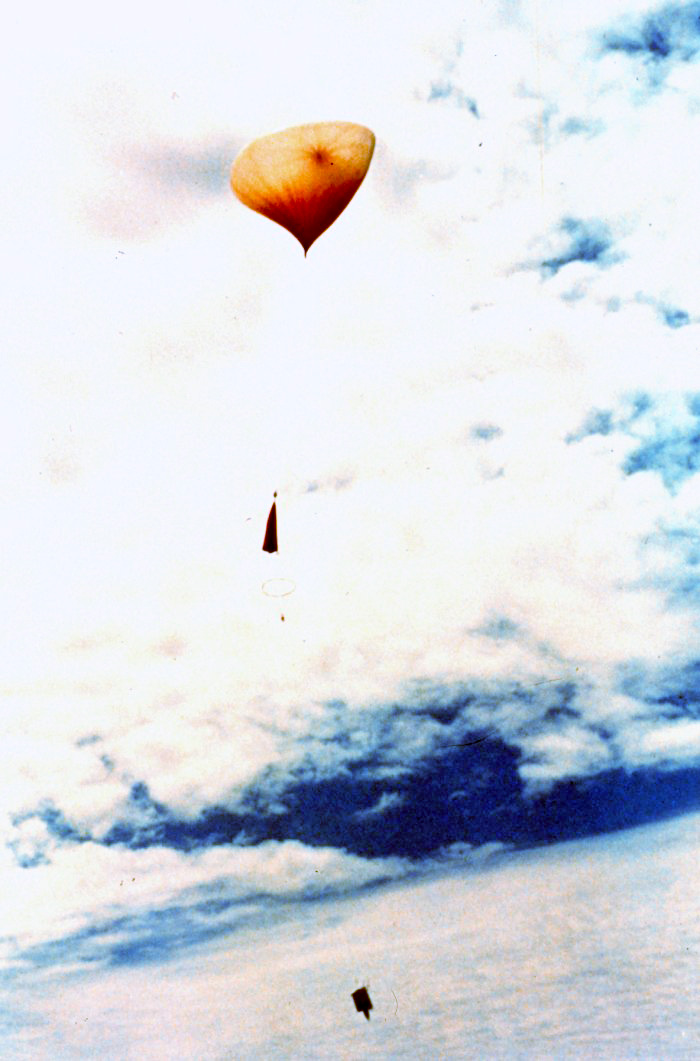
Globus meteorològic Rawinsonde just després del llançament.

Un globus/baló meteorològic, globus/baló sonda o globus científic és un globus (específicament un tipus de globus per a altes altituds) que porta instruments meteorològics que permeten de conèixer dades com la pressió atmosfèrica, temperatura, humitat i velocitat del vent amb una radiosonda. Per a obtenir les dades del vent poden ser rastrejats per radar, recerca direccional o amb un sistema de posicionament global (GPS).

## Materials i equip
El globus porta el gas d'enlairament, i la seva làmina pot estar fabricada de làtex altament flexible o de polietilè. La radiosonda és la unitat instrumental que hi penja, al final d'una corda. Hi ha radiosondes que poden detectar el contingut d'ozó.
Normalment el globus s'omple d'hidrogen però pot ser substituït per l'heli. La taxa d'ascens es pot controlar per la quantitat de gas amb què el globus s'omple. Poden arribar a altituds de 40 km (25 milles) o més, però l'altitud total està limitada pel descens de la pressió atmosfèrica que es produeix amb l'increment de l'altitud cosa que fa que el globus acabi desintegrant-se. A més alçada es fan servir coets meteorològics i després satèl·lits.
Entre els principals fabricants d'aquests tipus de globus hi ha empreses de la Xina, el Japó, l'Índia i els Estats Units.
Sovint s'han citat els globus meteorològics com a OVNIs. L'expressió "globus sonda" s'utilitza de manera figurada especialment en termes de l'estratègia política.

## Llançament localització i usos

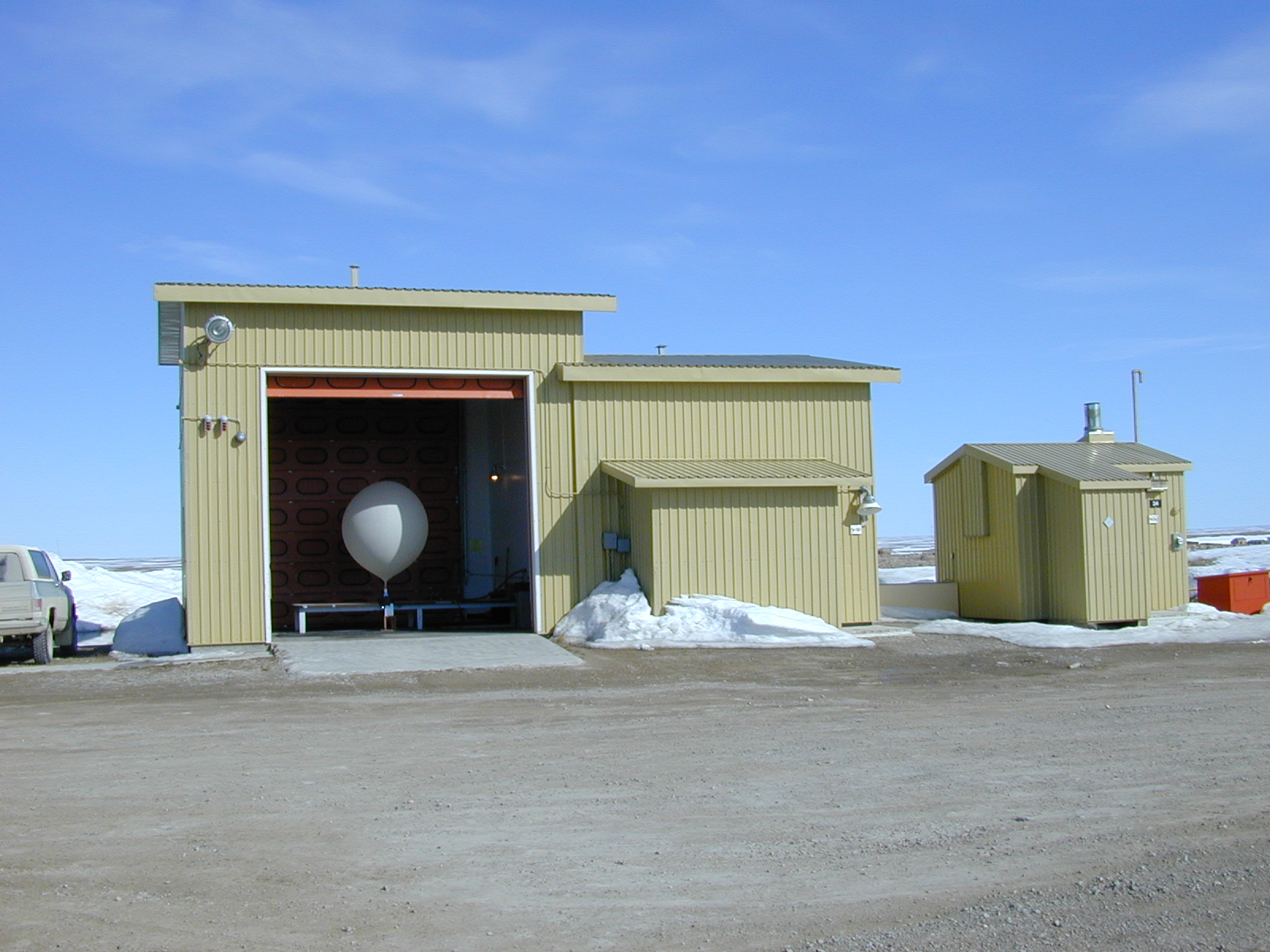
Globus d'hidrogen a Cambridge Bay Upper Air station, Nunavut, Canadà

Es fan llançaments a tot el món per a poder diagnosticar les condicions atmosfèriques actuals i fer-ne prediccions. Hi ha unes 800 localitzacions al món que fan habitualment aquestes anàlisis, dues vegades al dia, usualment a les 00:00 hores UTC i a les12:00 UTC. En alguns casos calen dades addicionals. Es fan per a utilitats militars i civils. En principi les dades es comparteixen entre tots els països.
Del tipus especialitzat se'n fan per l'aviació, l'estudi de la contaminació i la recerca científica.